# Dave Bargeron
David 'Dave' W Bargeron (6. září 1942, New York City, New York, Spojené státy – 18. ledna 2025 Athol, Massachusetts) byl americký hráč na tubu a pozoun, nejvíce známý jako člen skupiny Blood, Sweat & Tears. 
Spolupracoval ale také s hudebníky jako jsou Paul Simon, Mick Jagger, James Taylor, Eric Clapton, David Sanborn, Carla Bley nebo Pat Metheny. Nyní žije v New Yorku a má čtyři děti.
Zemřel 18. ledna 2025 ve věku 82 let.